# 贝勒克库勒
贝勒克库勒，也称渔湖、贝勒克湖，位于中华人民共和国新疆维吾尔自治区和田地区民丰县县城东北约40千米、315国道附近的微咸水湖，“贝勒克”维吾尔语意为“有鱼的地方”。贝勒克库勒地处昆仑山北麓叶亦克河流域山前冲洪积扇缘地下水溢出带洼地，由大小5个各成一体、形状各异的湖泊组成，呈弯月状东南－西北向排列，绵延约12千米。湖面高程1360～1390米。湖水水面面积随河流丰枯变化交替而变化，2020民丰县人民政府发布的《民丰县塔拉克勒格萨依河、（渔湖）贝勒克库勒管理范围划定报告》的公告中称贝勒克库勒（渔湖）常年水面面积为2.6平方公里。湖面最宽700米，最窄150米，最大水深15.8米，平均水深8米。贝勒克库勒渔业资源丰富，是民丰县重要的渔业基地。